# اولین دوران وحشت سفید

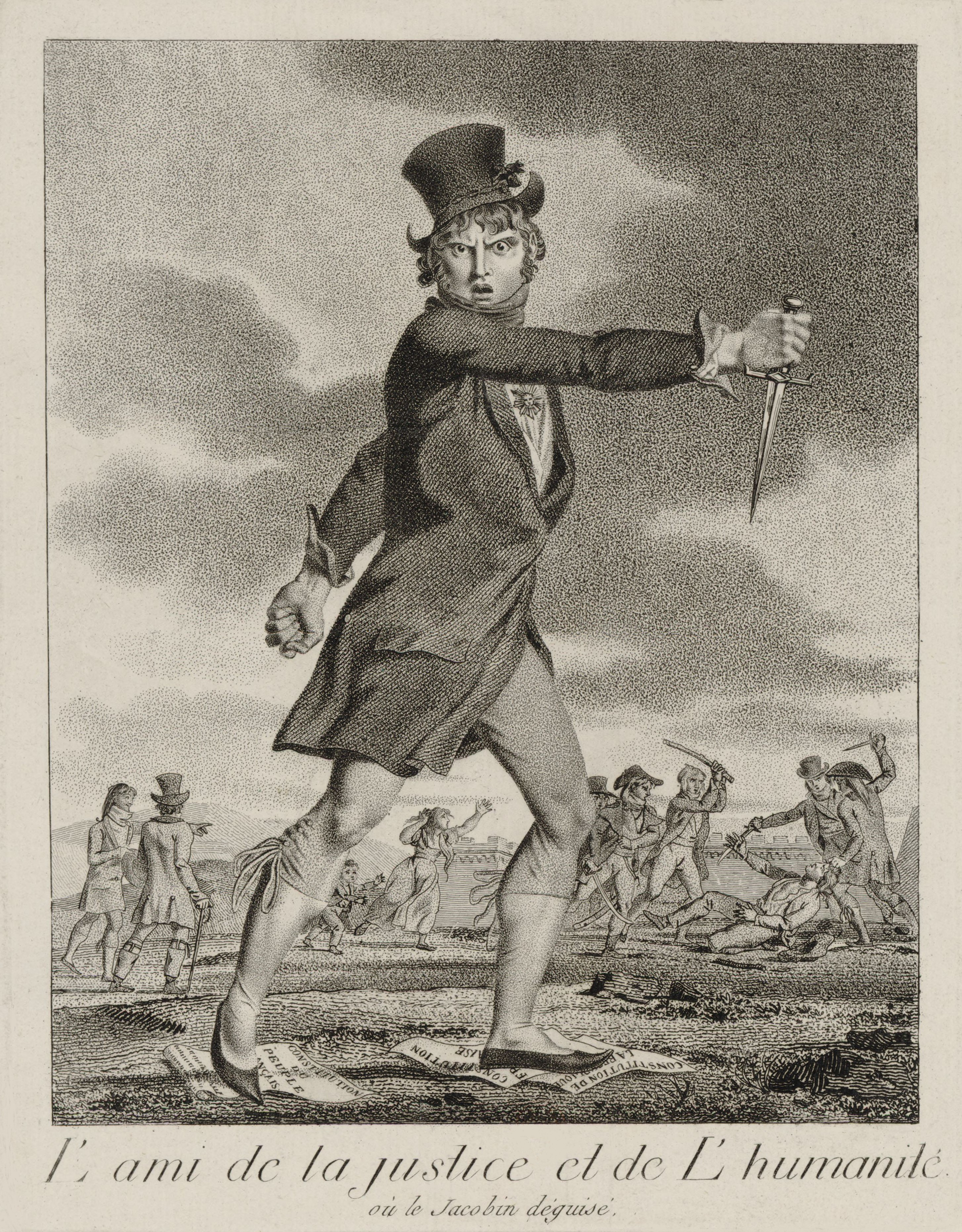
تصویر یک هنرمند ناشناس که یکی از اعضای کمپین خورشید ("Compagnons du Soleil") را نشان می دهد که حملات تروریستی سفید را در جنوب شرقی فرانسه انجام داد.

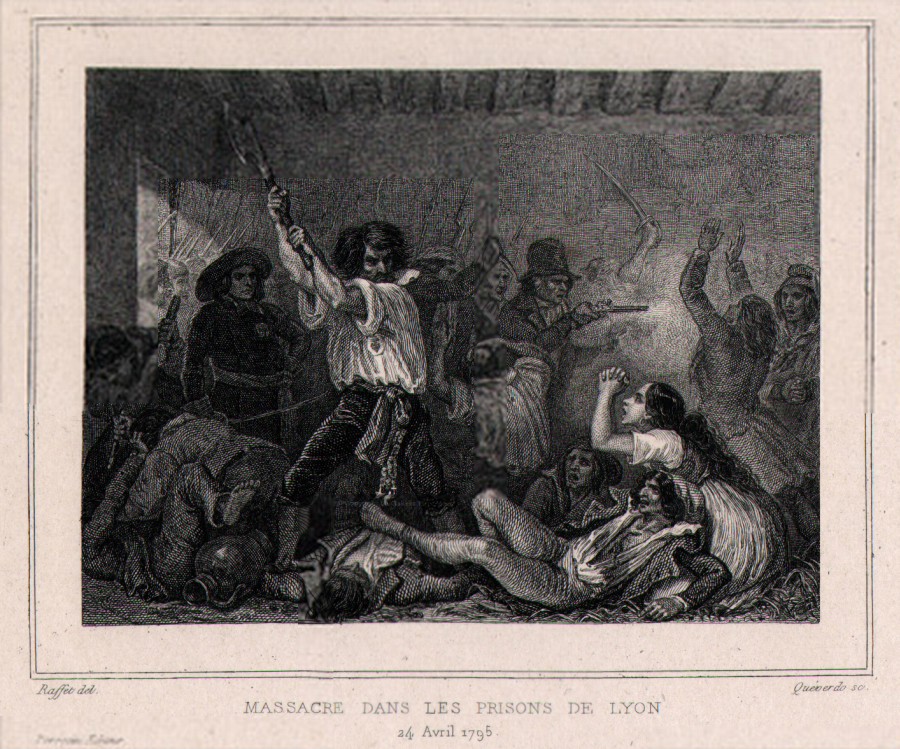
قتل عام زندانیان ژاکوبن در لیون در سال ۱۷۹۵

دوران وحشت سفید ( فرانسوی: Terreur Blanche‎) دوره ای از انقلاب فرانسه در سال ۱۷۹۵ بود که موجی از حملات خشونت آمیز تمام فرانسه را فرا گرفت. قربانیان این خشونت افراد شناخته شده مرتبط با حکومت دوران وحشت همانند پیروان روبسپیر و مارات و اعضای باشگاه های محلی ژاکوبن بودند. این خشونت عمدتاً توسط کسانی انجام شد که بستگان یا همکارانشان قربانی ترور بزرگ شده بودند، یا زندگی و معیشت آنها توسط دولت و حامیان آن قبل از واکنش ترمیدور در معرض تهدید قرار گرفته بود. اساساً، اینها در پاریس، موسکادی‌ها، و در روستاها، سلطنت‌طلبان، حامیان ژیروندین‌ها، کسانی بودند که با قانون مدنی روحانیت مخالف بودند و یا با برنامه سیاسی ژاکوبن مخالف بودند.
ترور بزرگ عمدتاً یک برنامه سیاسی سازمان یافته بود که بر اساس قوانینی مانند قانون ۲۲ پریریال و از طریق نهادهای رسمی مانند دادگاه انقلاب تصویب شده بود، اما ترور سفید اساسا مجموعه ای از حملات ناهماهنگ توسط فعالان محلی بود که دیدگاه‌های مشترکی داشتند، اما فاقد سازمان مرکزی بودند. با این حال، در مکان‌های خاصی، جنبش‌های ضدانقلابی سازمان‌یافته‌تری مانند اصحاب جیهو در لیون و یاران خورشید در پروونس برای انجام این ترورها وجود داشت. نام "ترور سفید" از کاکل سفید کلاه سلطنت طلبان گرفته شده است.

## زمینه
حکومت وحشت در نهم ترمیدور سال دوم (۲۷ ژوئیه ۱۷۹۴) زمانی که روبسپیر و یارانش سرنگون شدند به پایان رسید. با این حال، واکنش فوری به حکومت او نشان نداد و برای ماه‌ها، یک جو سیاسی ناپایدار قبل از ظهور نظم جدید حاکم بود. در پاریس، حملات موسکادی ها به سنز-کلوتز (sans-culottes) افزایش یافت و در فوریه ۱۹۷۵ حملاتی به ژاکوبن ها در لیون و نیمس صورت گرفت. با این حال، تنها زمانی که تعدادی از شرایط تغییر کردند، نیروهای ضد ژاکوبین بی‌پروا این حملات را به یک ترور سفید تمام عیار تبدیل کنند.
واکنش ترمیدور همه کسانی را که در حکومت ترور نقش داشتند از قدرت و صحنه سیاسی برکنار نکرد - در واقع، برخی از ترسناک ترین تروریست ها، مانند ژان باپتیست کریر و ژوزف فوشه در سرنگونی روبسپیر دست داشتند، از ترس آنکه او به حساب آن‌ها خواهد رسید دست به سرنگونی او زدند. دوره‌ای چند ماهه طول کشید تا تمام شخصیت‌های برجسته مرتبط با حکومت ترور به محاکمه کشیده شوند یا از قدرت کنار گذاشته شوند.
از نظر اقتصادی، کمبود مواد غذایی در نتیجه زمستان سخت در ۱۹۷۴-۱۹۷۵ وجود داشت و ارز اختصاصی سقوط کرد. برداشت سال ۱۹۷۴، به ویژه در مناطقی که آزوقه پاریس را تامین می کردند، ضعیف بود، و در بسیاری از مناطق شمالی، در طول زمستان مصرف مردم عادی به دانه کاهش یافت. در جنوب، بیشتر رودخانه ها یخ زده و در بهار جاده ها صعب العبور باقی ماندند که مانع تجارت روان و در نتیجه افزایش قیمت های محلی شد. واگذاری از ۳۱ درصد ارزش اسمی خود در آگوست ۱۷۹۴ به ۲۴ درصد در نوامبر، ۱۷ درصد در فوریه و ۸ درصد در آوریل ۱۹۷۵ کاهش یافت  در پاریس، گرسنگی و ناامیدی منجر به قیام ژرمینال در آوریل ۱۷۹۵ شد.
از نظر نظامی، کنوانسیون ملی تا دسامبر ۱۷۹۴ با شورش کوانری (Chouannerie) در غرب فرانسه مبارزه می کرد  معاهده لا جونای (La Jaunaye) که به شورش پایان داد، اجازه بازگشت به کشیش‌های غیرقضایی را اعطا کرد. این قرارداد به وضعیت اضطراری مستقیم نظامی که با جمهوری مواجه بود پایان داد و جایگاه قانون مدنی روحانیت را تضعیف کرد.

## جدول زمانی وقایع منجر به ترور سفید
- ۱ اوت ۱۹۷۴ - دستگیری تروریست ژاکوبین فوکیه-تینویل. کنوانسیون قانون ۲۲ را لغو می کند [۱۲]
- ۳ سپتامبر ۱۷۹۴ - دستگیری ژان باپتیست کریر
- ۸ سپتامبر ۱۷۹۴ - دادگاه انقلاب شروع به رسیدگی به پرونده ۹۴ فدرالیست نانت کرد. متهم با بازگویی جزئیات وحشتناک ترور در شهر خود تحت فرمان کریر، جذابیت بسیار قدرتمندی برای افکار عمومی ایجاد کرد. این محاکمه در تشدید افکار عمومی علیه ژاکوبن ها حیاتی بود.
- ۱۶ اکتبر - کنوانسیون هرگونه مکاتبه و وابستگی بین باشگاه ها را ممنوع می کند و عملاً شبکه سراسری باشگاه های ژاکوبن را غیرقانونی می کند.[۱۳]
- ۱۷ اکتبر ۱۷۹۴ - محاکمه ۹۴ نانتایی با تبرئه آنها به پایان رسید و اتهامات جدیدی علیه کریر مطرح شد.
- ۱۲ نوامبر ۱۷۹۴ - در پی حملات موسكادین‌ها كه مردان را سنگسار می‌كنند و زنان را شلاق می‌زنند، باشگاه ژاكوبین توسط كمیته امنیت عمومی بسته شد، زیرا این باشگاه بر خشونت متمرکز بود.
- ۸ دسامبر ۱۷۹۴ - کنوانسیون از نمایندگان ژیروندین که از ۳ ژوئن کنار گذاشته شده بودند دعوت کرد تا دوباره جای خود را بگیرند.
- ۱۶ دسامبر ۱۷۹۴ - ژان باپتیست کریر اعدام شد
- ۷ فوریه ۱۷۹۵ - دستگیری رادیکال مشهور فرانسوا نوئل بابوف
- ۸ فوریه ۱۷۹۵ - کنوانسیون تصمیم گرفت بقایای مارات را از پانتئون خارج کنند.
- ۲ مارس ۱۷۹۵ - کنوانسیون حکم دستگیری تروریست های ژاکوبن باریر ، بیلو -وارن ، وادیه و کولو دوربوا را صادر کرد .
- ۱ تا ۲ آوریل ۱۷۹۵ - قیام ژرمینال سانز کولوتز (sans-culottes) در پاریس علیه گرسنگی و ارتجاع، به سرعت سرکوب شد. کنوانسیون حکومت نظامی را در پاریس برقرار و تصمیم به دستگیری و تبعید بدون محاکمه ژاکوبن‌باره، بیلو-وارن، وادیه و کولو-دهربوآ به گویان گرفت.[۱۲]
- ۵ آوریل ۱۷۹۵ - کنوانسیون حکم بازداشت تعدادی از نمایندگان جناح چپ از جمله کامبون ، لواسور د لا سارث ، توریو و لکوینتر را صادر کرد.[۱۴]
- ۶ آوریل ۱۷۹۵ - کنوانسیون قدرت دادگاه انقلاب را کاهش می دهد
- ۱۰ آوریل ۱۷۹۵ - کنوانسیون فرمان خلع سلاح همه افراد درگیر در دوران وحشت را صادر کرد.
- ۷ مه ۱۷۹۵ - فوکیر-تین‌ویل (Fouquier-Tinville) همراه با دیگر افراد مرتبط با دادگاه انقلاب  لنه (قاضی). رناودین (هیئت منصفه)، لروی (قاضی منصفه)، فوکو (قاضی)؛ ویلات (هیئت منصفه)؛ سلیر (نایب رئیس دادگاه انقلاب)، گارنیه لونا (قاضی)؛ پریر (هیئت منصفه)، شاتلت (هیئت منصفه)، گیرارد (هیئت منصفه); بویوال; تری ورنی و دوپاومیه با گیوتین اعدام شدند.[۱۲]

## جدول زمانی وقایع در ترور سفید
- آگوست تا اکتبر ۱۷۹۴: مطبوعات تازه آزاد شده به روزنامه های دست راستی در پاریس اجازه داد تا از ژاکوبن ها انتقام بگیرند، دستورالعمل هایی برای عمل ارائه کردند و به اهداف برجسته تروریستی اشاره کردند. در استان‌ها، نمایندگان ترمیدور در مأموریت زندان‌ها را گشودند و درخواست‌هایی برای انتقام از ژاکوبن‌ها برانگیختند. بویسه در Bourg، گوپیلو در آویگنون و آگویس و سر در مارسی. آنها کمیته های محلی ژاکوبین را متلاشی کردند و بسیاری از افراد مرتبط با آنها را زندانی کردند.[۱۵]
- ۲ فوریه ۱۷۹۵: قتل عام زندانیان ژاکوبن در لیون.[۱۶]
- ۱۴ فوریه ۱۷۹۵: جوزف فرنکس، قاضی کمیته انقلابی سابق، که از زمان ترمیدور در زندان بود، توسط گروهی از مردم به قتل رسید و به رود رون پرتاب شد.[۱۷]
- ۱ مارس ۱۷۹۵: یکی دیگر از اعضای کمیته انقلاب، ساوتموشه کشته شد.[۱۸] بعداً در فوریه، زندانیان ژاکوبن در نیمز کشته می شوند.[۱۶]
- ۳۰ مارس ۱۷۹۵: در لیون، تهدید قتل عام زندانیان و دیگر ژاکوبن‌ها اکنون به حدی است که بوئیست دستور می‌دهد که بازداشت‌شدگان را به روآن و ماکون ببرند [۱۹] با این وجود، در ۴ آوریل چندین هزار شورشگر به سه زندان در شهر و ۹۹ زندانی ژاکوبین را کشت.
- ۷ آوریل ۱۷۹۵: در سنت اتین، شهردار سابق ژاکوبن، یوهانوت کشته شد.
- ۱۹ آوریل ۱۷۹۵: در لنس-لو-سنیی، شش ژاکوبن که دستگیر شده بودند و به شهر منتقل شده بودند در جاده کشته شدند.
- ۱۱ می ۱۷۹۵: در اکس-آن-پرووانس سی زندانی ژاکوبین کشته شدند. در نیم، ژان آنتوان کوربیس کشته شد.
- ۲۰ می ۱۷۹۵ - قیام پریرال سانز کلوتز در پاریس توسط ارتش سرکوب شد.
- ۲۳ می ۱۷۹۵ - کمیسیون نظامی برای قضاوت شورشیان پریرال تأسیس شد. این بخش ها را خلع سلاح می کند و ۳۶ حکم اعدام صادر می کند. حدود ۱۲۰۰ نفر در پاریس و ده ها هزار نفر دیگر در استان ها زندانی شدند.[۲۰]
- ۲۵ می ۱۷۹۵: تعدادی از زندانیان ژاکوبن در تاراسکون کشته شدند.
- ۲ ژوئن ۱۷۹۵: ۱۲ زندانی ژاکوبن در سنت اتین کشته شدند.
- ۵ ژوئن ۱۷۹۵: در مارسی، ۷۰۰ زندانی ژاکوبن در زندان سن ژان فورت قتل عام شدند.
- ۲۷ ژوئن ۱۷۹۵: اعضای دادگاه انقلاب سابق در اورنج کشته شدند و به رود رون پرتاب شدند.[۲۱]

## اثرات در شهرهای دیگر
ترور سفید سراسر فرانسه را فرا گرفت، در برخی از مناطق ادعا می کردند که توسط حکومت ترور رسوا نشده اند و برخی دیگر معتقد بودند که باید مجازات های قابل توجهی وجود داشته باشد. سپس افرادی که به عنوان تروریست متهم شدند محاکمه و اعدام شدند. در مجموع، شدت واکنش‌ها به حکومت ترور بستگی به نحوه مشارکت هر منطقه در انقلاب و تاریخ خاص آن منطقه داشت. فهرست افراد تحت تعقیب و همچنین سوابق قضایی و پلیسی موجود نشان می دهد که اکثریت قاطع اتهامات مطرح شده به هیچ وجه ناشی از اقدامات در دوران حکومت ترور نبوده، بلکه از کینه های شخصی یا منطقه ای ناشی شده است.
- سوابق نشان می دهد در بخش پیرنه-اورینتال، که پس از ترمیدور، هیچ تروریستی در آنجا ساکن نبود. آنها به خود می بالیدند که نه توسط ترور و نه توسط ارتجاع "بی آبرو" نشده اند.
- در روستای کوچک ولرن وکلوز، با جمعیتی در حدود ۹۰۰ نفر، تعداد زیادی از شهروندان آن به ناحق در دوران حکومت وحشت محکوم و اعدام شده بودند. بسیاری از افرادی که این اتهامات را مطرح کردند همشهریان آنها بودند. بسیاری از متهمان در نهایت تحت تعقیب قرار گرفتند یا به گیوتین فرستاده شدند. پس از حکومت وحشت، از سال ۱۷۹۶ تا ۱۷۹۷، خانواده‌هایی که قربانی این دستگیری‌ها شده بودند، «واکنشی» را علیه متهمان حکومت ترور انجام دادند. متداول ترین روش های آزار و شکنجه متهمان در دوران ترور سفید، آتش زدن یا قتل بود. سوابق قضایی حاکی از ۹ محکومیت افراد در کنار خانواده است.[۲۲]
- در مونتبریسون، منطقه ای از لوآر، بیش از ۲۵۸ نفر خشونت علیه خود و دیگران را در طول سلطنت ترور گزارش کردند. با این حال، در لوار، به دلیل عدم تحمل مذهبی، مراحل طولانی درگیری و انتقام متقابل وجود داشت. درگیری مذهبی طولانی مدت مورخان را به این فکر واداشته است که آیا ترور سفید به عنوان وسیله ای برای حفظ درگیری با گروه های مذهبی رقیب استفاده می شود. در سال ۱۷۹۸، یک قتل عام در زندان در لوآر به رهبری ژنرال امده ویلو، رهبر ضد ژاکوبین انجام شد. ویلو معمولاً به عنوان فردی که ترور سفید را در شهر لوآر برانگیخت نامیده می شود. شغل او در شهر معمولاً به عنوان ری‌اکسیون ویلو (la Réaction Willot) شناخته می شود. سیاست های شدید ضد ژاکوبینی او ویلو را متقاعد کرد که از اختیاراتی که کنوانسیون به او داده بود سوء استفاده کند، یک دیکتاتوری نظامی برقرار کند و آشکارا میهن پرستان محلی را مورد آزار و اذیت قرار دهد. افرادی که متهم به ژاکوبن بودن بودند به زندان افتادند و در نهایت سلاخی شدند.[۲۲]
- در جامعه ۸۰۰۰ نفری اوبنی تأثیر محلی زیادی از سلطنت ترور وجود داشت. اساساً از سال ۱۷۹۵ تا ۱۷۹۷، مرحله ای از خشونت طولانی مدت وجود داشت. این شهر دارای تعداد زیادی انقلابی و همچنین سابقه طولانی درگیری های جناحی بود. از سال ۱۷۹۵ تا ۱۷۹۷، سال‌هایی که «واکنش» شهر به دوران حکومت وحشت محسوب می‌شود، ۴۱۳ نفر زندانی و در نهایت اعدام شدند. سوابق قضایی نشان می دهد که اتهامات و مرگ و میرها در دوران حکومت ترور و ترور سفید هر دو از مبارزات خانوادگی تاریخی و الگوهای مبارزه سنتی منطقه ای پیروی می کردند.

## مقالات مرتبط
- حکومت وحشت
- دوران دوم وحشت سفید